# Alfred Powlesland
Alfred James Powlesland (* 7. August 1875 in Newton Abbot; † 25. Februar 1941 in Chudleigh) war ein britischer Cricketspieler.

## Erfolge
Alfred Powlesland nahm als Mitglied der Devon & Somerset County Wanderers (D&SCW) an einer Club-Tour nach Frankreich im Rahmen der Weltausstellung 1900 in Paris teil. Dort spielte er mit der Mannschaft unter anderem gegen ein Team, das hauptsächlich aus Exil-Briten bestand, die durch die Union des sociétés françaises de sports athlétiques ausgewählt wurden. Der D&SCW wurde dabei als England bezeichnet, der Gegner als Frankreich. Dieses wurde im Jahr 1912 nachträglich als Bestandteil der Olympischen Spiele 1900 klassifiziert. Mit 158 Runs setzte sich sein Team, zu dem außer Powlesland noch Arthur Birkett, Charles Beachcroft, Alfred Bowerman, George Buckley, Francis Burchell, Frederick Christian, Harry Corner, Frederick Cuming, William Donne, John Symes und Montagu Toller gehörten, gegen seine Kontrahenten durch und wurde damit in der Folge als Olympiasieger bezeichnet. Powlesland selbst, der in beiden Innings am Schlag zum Einsatz kam, erzielte zwar keine Runs, ihm gelangen dafür aber fünf Wickets. Sein Heimatverein war der Sidmouth Cricket Club.